# Timothy (skildpadde)
Timothy  (ca. 1844 – 3. april 2004) var en 5 kg tung maurisk landskildpadde, der antages at have været omkring 160 år gammel ved sin død. Dette gjorde Timothy til den ældste beboer i Storbritannien. På trods af navnet, så var Timothy en hun-skildpadde, men i 1800-tallet var man ikke i stand til at kønsbestemme skildpadder. Timothy blev navngivet efter en skildpadde, som Gilbert White havde ejet.
Man mener, at Timothy blev født i Middelhavet på Tyrkiets kyst og hun blev fundet af en portugisisk  kaper i 1854 i en alder af omkring 10 år, af kaptajn John Guy Courtenay-Everard, fra Royal Navy. Skildpadden tjente som maskot på en række flådefartøjer frem til 1892. Hun var maskot på HMS Queen under det første bombardment af Sevastopol i Krimkrigen (hun var den længste overlevende fra denne krig), og flyttede herefter til HMS Princess Charlotte, og derefter til HMS Nankin. Efter hendes service i flåden blev hun pensioneret og levede resten af sit liv på land, hvor hun blev overtaget af jarlen af Devon til hans hjem Powderham Castle. Fra 1935 boede hun i slottets rosenhave, og blev ejet af Camilla Gabrielle Courtenay (1913-2010), der var datter af den 15. jarl af Devon. På undersiden var der ridset i skjoldet "Where have I fallen? What have I done?" (Hvor er jeg faldet? Hvad har jeg gjort?), som var en engelsk oversættelse af Courtenay-familiens  motto ubi lapsus, quid feci.
I 1926 besluttede Timothys ejere at han skulle parre sig, og det blev opdaget at "han" var en hun. På trods af denne nyttige information, mislykkedes parringsforsøget.
Timothy blev begravet tæt ved, hvor hun døde på Powderham Castle.